# Pallavolo ai Giochi panamericani
La pallavolo è presente ai Giochi panamericani dalla seconda edizione di Città del Messico nel 1955. Sin da quell'edizione vengono disputati due tornei, uno riservato alle squadre maschili, l'altro alle nazionali femminili.
Nelle prime edizioni erano presenti 6, oppure sette squadre maschili e solo 4 femminili, oppure tre come nell'edizione del 1963, solo dal 1967 le squadre femminili salirono a sei e a 9 nel 1971, quando nei tornei maschili erano presenti ben dodici formazioni.

## Tornei

### Maschile
In campo maschile gli Stati Uniti vinsero le prime due edizioni, tuttavia ad iniziare dal 1971 e fino al 1999 la nazionale cubana vinse in cinque edizioni, mettendosi in testa al medagliere totale in campo maschile.